# István Mező
István Mező (27. října 1880 Nová Stráž – 15. května 1946) byl československý politik maďarské národnosti ze Slovenska a meziválečný senátor Národního shromáždění ČSR za Komunistickou stranu Československa.

## Biografie
Profesí byl přístavním dělníkem v Komárně.
V parlamentních volbách v roce 1929 získal senátorské křeslo v Národním shromáždění za komunisty. V senátu setrval do roku 1935.